# Жирона
Жиро́на (кат. Girona), або Херо́на (ісп. Херо́на, Gerona) — місто в Іспанії, Автономній області Каталонія, Провінція Жирона, комарка Жирунес. Розташоване на річці Унья.

## Назва міста
Жиро́на (кат. Girona, вимовляється літературною каталанською [ʒiɾ'onə], у північно-західних діалектах [d͡ʒiɾ'ona], у валенсійському діалекті [t͡ʃiɾ'ona], ісп. Херо́на, Gerona, фр. Жеро́н, Gérone)

### Етимологія
Від латинського Ґеру́нда (лат. Gerŭnda), що своєю чергою походить від однієї з іберійських мов. Значення назви невідоме.

### Назва міста до 1998р.
Місто Жирона до революції в Російській імперії мало у російській мові два найменування — Герона та Жерона (транскрипція з іспанської мови з заміною «х» на «ж» для «милозвучності» або транскрипція французької назви міста з доданням кінцевого «-а»), у радянські часи використовувалися дві назви — Жерона та Херона (транскрипція з іспанської). Тепер каталонське найменування Жирона поступово витискає інші.
Відповідно до закону «Про мовну політику» № 1/1998 від 7 січня 1998 р. (кат. De política lingüística), зокрема статті 2 цього закону, каталанська мова є «мовою топонімії Каталонії». Відповідно до статті 18 цього ж закону, топоніми у Каталонії мають «єдину офіційну версію, [затверджену] Інститутом каталонських студій».
Слід зазначити також, що відповідно до закону 2/1992 від 28 лютого 1992 р. провінція Херона була офіційно перейменована у провінцію Жирона.

## Населення
Населення міста (у 2007 р.) становить 92.186 осіб (з них менше ніж 14 років — 16 %, від 15 до 64 — 70,5 %, понад 65 років — 13,5 %). У 2006 р. народжуваність склала 1.264 особи, смертність — 659 осіб, зареєстровано 445 шлюбів. У 2001 р. активне населення становило 38.822 особи, з них безробітних — 3.282 особи.

Серед осіб, які проживали на території міста у 2001 р., 54.661 народилися в Каталонії (з них 39.185 осіб у тому самому районі, або кумарці), 15.521 особа приїхала з інших областей Іспанії, а 4.697 осіб приїхало з-за кордону. 

Університетську освіту має 18,6 % усього населення. 

У 2001 р. нараховувалося 27.689 домогосподарств (з них 24,1 % складалися з однієї особи, 26,2 % з двох осіб,20,8 % з 3 осіб, 19,9 % з 4 осіб, 6 % з 5 осіб, 1,9 % з 6 осіб, 0,6 % з 7 осіб, 0,3 % з 8 осіб і 0,3 % з 9 і більше осіб).

Активне населення міста у 2001 р. працювало у таких сферах діяльності: у сільському господарстві — 1,1 %, у промисловості — 16,4 %, на будівництві — 8,9 % і у сфері обслуговування — 73,6 %. 

 У муніципалітеті або у власному районі (кумарці) працює 41.993 особи, поза районом — 10.560 осіб.

### Доходи населення
У 2002 р. доходи населення розподілялися таким чином :
| Доходи населення за статтями доходів | Доходи населення за статтями доходів | Доходи населення за статтями доходів |
| Рік                                  | 2002 р.                              | 2001 р.                              |
| ------------------------------------ | ------------------------------------ | ------------------------------------ |
| Заробітна платня                     | 65,3 %                               | 65,3 %                               |
| Доходи від ведення бізнесу           | 25 %                                 | 25,1 %                               |
| Соціальна допомога                   | 9,8 %                                | 9,6 %                                |

### Безробіття
У 2007 р. нараховувалося 2.954 безробітних (у 2006 р. — 3.170 безробітних), з них чоловіки становили 44,7 %, а жінки — 55,3 %.

## Економіка
У 1996 р. валовий внутрішній продукт розподілявся по сферах діяльності таким чином :
| Валовий внутрішній продукт | Валовий внутрішній продукт | Валовий внутрішній продукт |
| Рік                        | 1996                       | 1991                       |
| -------------------------- | -------------------------- | -------------------------- |
| Сільське господарство      | 0,3 %                      | 1,1 %                      |
| Промисловість              | 16,9 %                     | 19,1 %                     |
| Будівництво                | 6,6 %                      | 9,2 %                      |
| Послуги                    | 76,2 %                     | 70,6 %                     |

### Підприємства міста
У місті діє найкращий ресторан світу 2013 року за версією британського журналу Restaurant magazine — «El Celler de Can Roca».
Промислові підприємства
| Промислові підприємства міста, за сферою діяльності | Промислові підприємства міста, за сферою діяльності | Промислові підприємства міста, за сферою діяльності |
| Рік                                                 | 2002 р.                                             | 2001 р.                                             |
| --------------------------------------------------- | --------------------------------------------------- | --------------------------------------------------- |
| Енергетичні та водні ресурси                        | 2,3 %                                               | 2,6 %                                               |
| Хімія та метали                                     | 5,4 %                                               | 5,8 %                                               |
| Переробка металів                                   | 39 %                                                | 39,1 %                                              |
| Продукти харчування                                 | 8,5 %                                               | 8,4 %                                               |
| Текстиль                                            | 9,7 %                                               | 9,9 %                                               |
| Виробництво меблів, видання                         | 30,8 %                                              | 31 %                                                |
| Інше                                                | 4,3 %                                               | 3,2 %                                               |
| Усього підприємств                                  | 351                                                 | 345                                                 |

Роздрібна торгівля